# Mistrzostwa Świata w Szermierce 1988
Mistrzostwa Świata w Szermierce 1988 – 51. edycja mistrzostw odbyła się we francuskim mieście Orlean. Zawody były rozgrywane tylko w konkurencji szpady kobiet, której nie było na Igrzyskach Olimpijskich w Seulu.

## Klasyfikacja medalowa
| Lp. | Państwo | złoto | srebro | brąz | Razem |
| --- | ------- | ----- | ------ | ---- | ----- |
| 1   | Francja | 1     | 2      | -    | 3     |
| 2   | RFN     | 1     | -      | -    | 1     |
| 3   | Włochy  | -     | -      | 1    | 1     |
| -   | Szwecja | -     | -      | 1    | 1     |

## Medaliści

### Kobiety
| Złoto                                                                                        | Srebro | Brąz                                                                                             |
| Szpada                                                                                       | |                                                                                                  |
| Brigitte Benon                                                                               | Sophie Moressée-Pichot                                                                                         | Ninni Eglén                                                                                      |
| RFN · Carmen Engert · Eva-Maria Ittner · Sabine Krapf · Renate Riebandt-Kaspar · Ute Schäper | Francja · Brigitte Benon · Valérie Devaux · Nathalie Devillers · Sophie Moressée-Pichot · Jacqueline Rodenbach | Włochy · Saba Amendolara · Alessandra Anglesio · Cecilia Salvioli · Elisa Uga · Nathalie Vezzali |